# Arronches
Arronches é uma vila raiana portuguesa no distrito de Portalegre, região Alentejo e sub-região do Alto Alentejo.
É sede do município de Arronches com 314,65 km² de área e 2 768 habitantes (2023), subdividido em 3 freguesias. O município é limitado a norte pelo município de Portalegre, a leste pelo de Campo Maior, a sul pelo de Elvas, a oeste pelo de Monforte e a nordeste pela Espanha.

## Freguesias

Freguesias do município de Arronches.

O município de Arronches está dividido em 3 freguesias:
- Assunção
- Esperança
- Mosteiros

## Património
- Fortaleza de Arronches ou Fortificações de Arronches (restos)
- Abrigo Pinho Monteiro, na Herdade do Monte

## Educação
- Ensino Pré-escolar
  - Jardim de Infância de Arronches
- Ensino Básico
  - Escola Básica do 1º Ciclo de Arronches
  - Escola Básica 2,3 Nossa Senhora da Luz
- Ensino Profissional
  - Escola Profissional do Norte Alentejo
  - Centro de Novas Oportunidades de Arronches
- Outras 
  - Escola de Música de Arronches

## Evolução da População do Município
De acordo com os dados do INE o distrito de Portalegre registou em 2021 um decréscimo populacional na ordem dos 11,5% relativamente aos resultados do censo de 2011. No concelho de Arronches esse decréscimo rondou os 11.9%. 
| Número de habitantes★                    | Número de habitantes★ | Número de habitantes★ | Número de habitantes★ | Número de habitantes★ | Número de habitantes★ | Número de habitantes★ | Número de habitantes★ | Número de habitantes★ | Número de habitantes★ | Número de habitantes★ | Número de habitantes★ | Número de habitantes★ | Número de habitantes★ | Número de habitantes★ | Número de habitantes★ |
| ---------------------------------------- | --------------------- | --------------------- | --------------------- | --------------------- | --------------------- | --------------------- | --------------------- | --------------------- | --------------------- | --------------------- | --------------------- | --------------------- | --------------------- | --------------------- | --------------------- |
| 1864                                     | 1878                  | 1890                  | 1900                  | 1911                  | 1920                  | 1930                  | 1940                  | 1950                  | 1960                  | 1970                  | 1981                  | 1991                  | 2001                  | 2011                  | 2021                  |
| 3259                                     | 3445                  | 3894                  | 4152                  | 5015                  | 5688                  | 6205                  | 7121                  | 7280                  | 6818                  | 4935                  | 4307                  | 3677                  | 3389                  | 3165                  | 2789                  |
| Número de habitantes por Grupo Etário ★★ |                       |                       |                       |                       |                       |                       |                       |                       |                       |                       |                       |                       |                       |                       |                       |
|                                          |                       |                       | 1900                  | 1911                  | 1920                  | 1930                  | 1940                  | 1950                  | 1960                  | 1970                  | 1981                  | 1991                  | 2001                  | 2011                  | 2021                  |
| 0-14 Anos                                | 0-14 Anos             | 0-14 Anos             | 1674                  | 2192                  | 2148                  | 2017                  | 2122                  | 2009                  | 1578                  | 1115                  | 736                   | 512                   | 392                   | 332                   | 298                   |
| 15-24 Anos                               | 15-24 Anos            | 15-24 Anos            | 805                   | 1137                  | 1220                  | 1225                  | 1200                  | 1210                  | 1153                  | 590                   | 557                   | 445                   | 372                   | 286                   | 237                   |
| 25-64 Anos                               | 25-64 Anos            | 25-64 Anos            | 2036                  | 2613                  | 2654                  | 2727                  | 3131                  | 3370                  | 3474                  | 2575                  | 2105                  | 1737                  | 1577                  | 1478                  | 1366                  |
| = ou > 65 Anos                           | = ou > 65 Anos        | = ou > 65 Anos        | 182                   | 250                   | 278                   | 311                   | 400                   | 478                   | 613                   | 655                   | 909                   | 983                   | 1048                  | 1069                  | 879                   |

★ Número de habitantes "residentes", ou seja, que tinham a residência oficial neste município à data em que os censos  se realizaram.
★★ De 1900 a 1950 os dados referem-se à população "de facto", ou seja, que estava presente no município à data em que os censos se realizaram. Daí que se registem algumas diferenças relativamente à designada população residente

## Política

### Eleições autárquicas[9]
| Data | %     | V     | %            | V            | %       | V       | %       | V       | %              | V       | %              | V   | %              | V       | %  | V  | Participação |                |
| Data | PS    | PS    | FEPU/APU/CDU | FEPU/APU/CDU | CDS-PP  | CDS-PP  | PPD/PSD | PPD/PSD | AD             | AD      | PPM            | PPM | PSD-CDS        | PSD-CDS | CH | CH | Participação |                |
| ---- | ----- | ----- | ------------ | ------------ | ------- | ------- | ------- | ------- | -------------- | ------- | -------------- | --- | -------------- | ------- | -- | -- | ------------ | -------------- |
| Data | 1976  | 41,39 | 2            | 28,21        | 2       | 27,22   | 1       |         |                |         |                |     |                |         |    |    |              | 67,50 / 100,00 |
| 1979 | 54,64 | 3     | 18,63        | 1            |         |         | 24,15   | 1       | 76,79 / 100,00 |         |                |     |                |         |    |    |              |                |
| 1982 | 56,44 | 3     | 14,43        | 1            | AD      | AD      | AD      | AD      | 25,38          | 1       | AD             | AD  | 72,03 / 100,00 |         |    |    |              |                |
| 1985 | 43,23 | 2     | 18,46        | 1            |         |         | 36,03   | 2       |                |         |                |     | 73,98 / 100,00 |         |    |    |              |                |
| 1989 | 42,04 | 2     | 18,43        | 1            | 2,93    | -       | 33,82   | 2       | 74,45 / 100,00 |         |                |     |                |         |    |    |              |                |
| 1993 | 44,58 | 3     | 10,02        | -            | 3,05    | -       | 39,39   | 2       | 75,29 / 100,00 |         |                |     |                |         |    |    |              |                |
| 1997 | 65,06 | 4     | 9,26         | -            | 2,71    | -       | 18,78   | 1       | 72,38 / 100,00 |         |                |     |                |         |    |    |              |                |
| 2001 | 54,01 | 3     | 6,65         | -            | PPD/PSD | PPD/PSD | CDS-PP  | CDS-PP  | 36,52          | 2       | 72,67 / 100,00 |     |                |         |    |    |              |                |
| 2005 | 46,11 | 3     | 10,37        | -            | PPD/PSD | PPD/PSD | CDS-PP  | CDS-PP  | PSD-CDS        | PSD-CDS | 40,44          | 2   | 75,64 / 100,00 |         |    |    |              |                |
| 2009 | 38,95 | 2     | 3,89         | -            | 1,11    | -       | 54,25   | 3       | CDS-PP         | CDS-PP  |                |     | 80,49 / 100,00 |         |    |    |              |                |
| 2013 | 41,89 | 2     | 3,31         | -            |         |         | 51,54   | 3       |                |         | 81,39 / 100,00 |     |                |         |    |    |              |                |
| 2017 | 29,95 | 1     | 3,04         | -            | 1,52    | -       | 62,25   | 4       | CDS-PP         | CDS-PP  | 78,13 / 100,00 |     |                |         |    |    |              |                |
| 2021 | 40,43 | 2     | 2,57         | -            |         |         | 53,26   | 3       |                |         | 1,54           | -   | 77,16 / 100,00 |         |    |    |              |                |

### Eleições legislativas

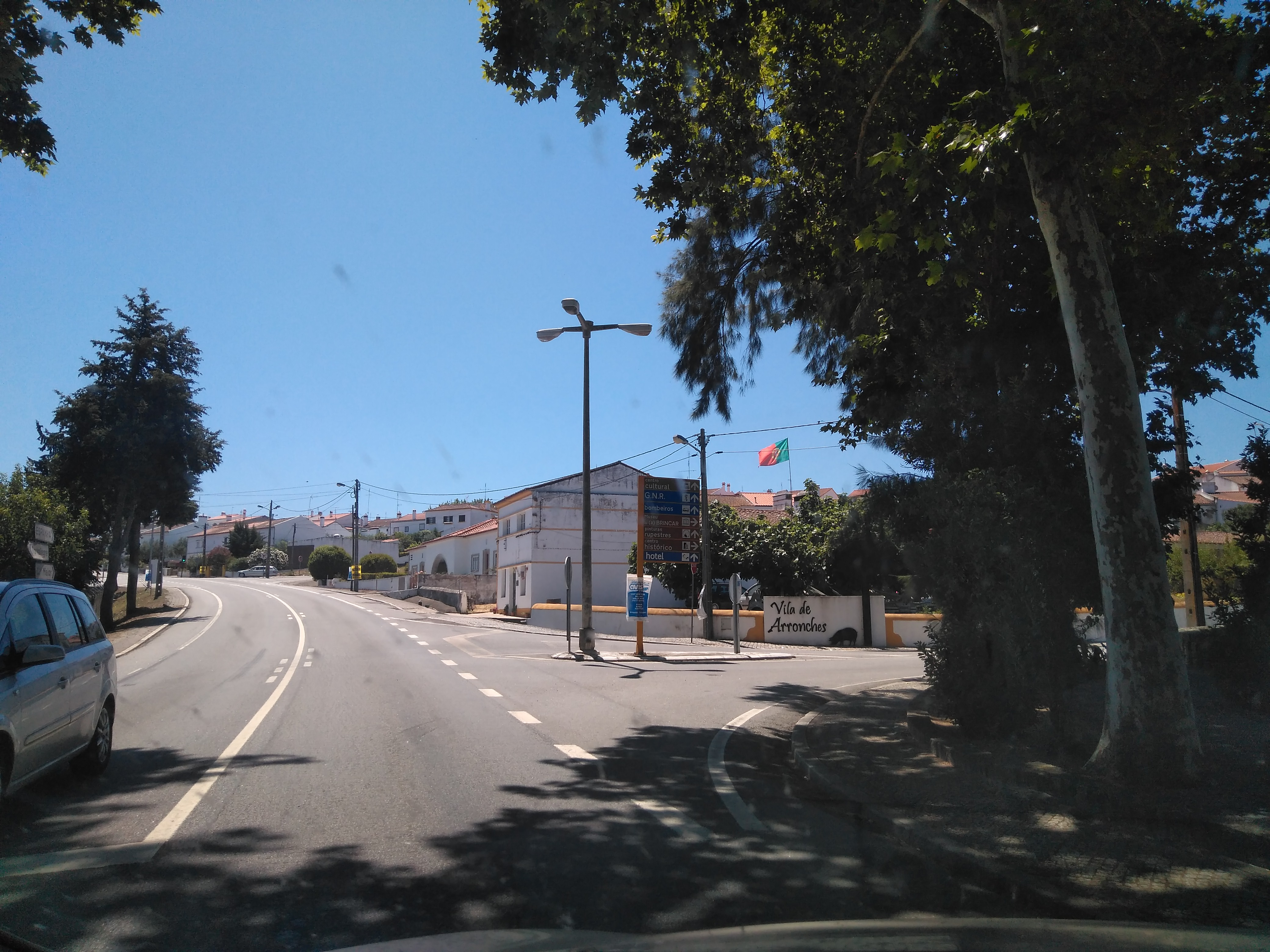

| Data | %     | %     | %     | %     | %     | %     | %        | %     | %     | %     | %    | %   | %       | % | %  | %  |
| Data | PS    | PCP   | CDS   | PSD   | UDP   | AD    | APU/ CDU | FRS   | PRD   | PSN   | B.E. | PAN | PSD CDS | L | CH | IL |
| ---- | ----- | ----- | ----- | ----- | ----- | ----- | -------- | ----- | ----- | ----- | ---- | --- | ------- | - | -- | -- |
| 1976 | 40,97 | 20,81 | 18,72 | 8,13  | 0,67  |       |          |       |       |       |      |     |         |   |    |    |
| 1979 | 37,57 | APU   | AD    | AD    | 1,08  | 31,26 | 24,30    |       |       |       |      |     |         |   |    |    |
| 1980 | FRS   | APU   | AD    | AD    | 0,66  | 31,78 | 23,39    | 38,55 |       |       |      |     |         |   |    |    |
| 1983 | 46,06 | APU   | 8,76  | 19,18 | 0,28  |       | 21,64    |       |       |       |      |     |         |   |    |    |
| 1985 | 28,50 | APU   | 5,02  | 22,44 | 1,03  | 20,89 | 16,46    |       |       |       |      |     |         |   |    |    |
| 1987 | 32,71 | CDU   | 3,40  | 37,79 | 0,64  | 15,01 | 5,16     |       |       |       |      |     |         |   |    |    |
| 1991 | 37,20 | CDU   | 3,03  | 39,45 |       | 12,82 | 0,74     | 0,94  |       |       |      |     |         |   |    |    |
| 1995 | 53,04 | CDU   | 5,37  | 25,21 | 0,48  | 11,71 |          | 0,31  |       |       |      |     |         |   |    |    |
| 1999 | 54,82 | CDU   | 5,38  | 24,75 |       | 11,61 | 0,05     | 0,46  |       |       |      |     |         |   |    |    |
| 2002 | 47,48 | CDU   | 5,20  | 33,33 | 9,00  |       | 1,18     |       |       |       |      |     |         |   |    |    |
| 2005 | 58,40 | CDU   | 4,50  | 19,88 | 10,36 | 3,14  |          |       |       |       |      |     |         |   |    |    |
| 2009 | 38,60 | CDU   | 6,33  | 32,32 | 7,72  | 9,26  |          |       |       |       |      |     |         |   |    |    |
| 2011 | 33,09 | CDU   | 8,88  | 40,16 | 7,49  | 3,14  | 0,24     |       |       |       |      |     |         |   |    |    |
| 2015 | 42,89 | CDU   | PSD   | CDS   | 7,78  | 7,14  | 0,41     | 33,88 | 0,29  |       |      |     |         |   |    |    |
| 2019 | 41,36 | CDU   | 5,06  | 27,11 | 6,88  | 6,81  | 1,54     |       | 0,70  | 2,53  | 0,21 |     |         |   |    |    |
| 2022 | 40,26 | CDU   | 1,63  | 30,72 | 5,99  | 2,04  | 0,61     | 0,48  | 12,60 | 2,25  |      |     |         |   |    |    |
| 2024 | 30,61 | CDU   | AD    | AD    | 30,43 | 3,68  | 2,76     | 0,74  | 1,04  | 25,03 | 1,41 |     |         |   |    |    |